# Aushiri jezik
Aushiri jezik (auxira; ISO 639-3: avs), jezik Aushiri Indijanaca, srodan s arabela [arl] i različit od abishira [ash] (1987 Wise). Pripadao je jezičnoj porodici zaparo
Aushiri je danas izumrli jezik koji se govorio uz rijeku Napo u Peruu.

## Vanjske poveznice
- Ethnologue (14th)
- Ethnologue (15th)